# 杨婧茹
杨婧茹（2006年7月10日—）生于黑龙江省，为中国女子短道速滑运动员，曾获得2024年冬季青年奥运会短道速滑女子1500米金牌、混合接力金牌和女子1000米银牌。